# Iwatsuka (metropolitana di Nagoya)
Iwatsuka (岩塚駅?, Iwatsuka-eki) è una stazione della metropolitana di Nagoya situata nel quartiere di Nakamura-ku, nella parte orientale di Nagoya.

## Linee
Linea Higashiyama

## Struttura
La stazione, sotterranea, possiede una banchina a isola con due binari passanti. Il binario 2 è usato sia per i treni diretti a Takabata che per quelli limitati a questa stazione.
| 1 | Linea Higashiyama | per Nagoya, Sakae, Higashiyama Kōen e Fujigaoka |
| 2 | Linea Higashiyama | per Takabata                                    |
| 2 | Linea Higashiyama | per Nagoya, Sakae, Higashiyama Kōen e Fujigaoka |

## Stazioni adiacenti
| «                 | Servizio          | »                 |
| Linea Higashiyama | Linea Higashiyama | Linea Higashiyama |
| ----------------- | ----------------- | ----------------- |
| Hatta             | -                 | Nakamura Kōen     |